# Dimnjače
Dimnjače ili dimarice (lat. Fumarioideae), potporodica makovki. Od pravih makova razlikuju se po tome što nemaju mliječni sok. Ove billjke imaju većinom jednosimetrične cvjetove, kao što to ima prava dimnjača (Fumaria) i šupaljka (Corydalis), dok su dvosimetrični rjeđe javljaju, na primjer rod srdašca (Dicentra).
Dimnjača je ljekovita biljka, a prema poznatom riječkom travaru, homeopatu i autoru brojnih knjiga, Ivanu Lesingeru, djeluje na porast broja crvenih krvnih zrnaca, te tako jača cijeli organizam. Biljka sadržava oko 30 alkaloida, među kojima je protopin glavni aktivni sastojak dimnjače.

## Tribusi i rodovi
1. Tribus Fumarieae Dumort.
  1. Lamprocapnos Endl. (1 sp.)
  2. Ehrendorferia Fukuhara & Lidén (2 spp.)
  3. Ichtyoselmis Lidén & Fukuhara (1 sp.)
  4. Dicentra Bernh. (8 spp.)
  5. Adlumia Raf. (2 spp.)
  6. Capnoides Tourn. ex Adans. (1 sp.)
  7. Dactylicapnos Wall. (15 spp.)
  8. Corydalis DC. (523 spp.)
  9. Cysticapnos Mill. (5 spp.)
  10. Discocapnos Cham. & Schltr. (1 sp.)
  11. Cryptocapnos Rech. f. (1 sp.)
  12. Fumaria L. (53 spp.)
  13. Fumariola Korsh. (1 sp.)
  14. Rupicapnos Pomel (7 spp.)
  15. Trigonocapnos Schltr. (1 sp.)
  16. Pseudofumaria Medik. (2 spp.)
  17. Platycapnos (DC.) Bernh. (3 spp.)
  18. Ceratocapnos Durieu (3 spp.)
  19. Sarcocapnos DC. (4 spp.)
2. Tribus Hypecoeae Dumort.
  1. Hypecoum L.
  2. Pteridophyllum Siebold & Zucc.